# Lexington, South Carolina
Lexington är administrativ huvudort i Lexington County i South Carolina. Orten har fått sitt namn efter slaget vid Lexington i amerikanska frihetskriget.  Enligt 2020 års folkräkning hade Lexington 23 568 invånare.